# Russula paludosa
Russula paludosa es una especie de hongo basidiomiceto de la familia Russulaceae.

## Características
El sombrero (píleo) es convexo aplanado y deprimido en el centro cuando está maduro, puede medir hasta 20 cm de diámetro, su colores pueden ser rojizo, rosa, y morado, el estipe es cilíndrico, de color blanquecino y puede medir una altura de 15 cm y su ancho puede alcanzar los 3 cm.
Crece las zonas húmedas de los bosques de pinos en Europa y América del Norte.

## Comestibilidad
Russula virescens es una seta comestible, puede confundirse con Russula emetica'' que es un hongo venenoso.